# Castello d'Argile
Castello d'Argile is een gemeente in de Italiaanse metropolitane stad Bologna (regio Emilia-Romagna) en telt 5520 inwoners (31-12-2004). De oppervlakte bedraagt 29,1 km², de bevolkingsdichtheid is 174 inwoners per km².

## Demografie
Castello d'Argile telt ongeveer 2280 huishoudens. Het aantal inwoners steeg in de periode 1991-2001 met 37,7% volgens cijfers uit de tienjaarlijkse volkstellingen van ISTAT.
| Jaar | Inwoneraantal |
| ---- | ------------- |
| 1991 | 3669          |
| 2001 | 5051          |

## Geografie
De gemeente ligt op ongeveer 23 meter boven zeeniveau.
Castello d'Argile grenst aan de volgende gemeenten: Argelato, Cento (FE), Pieve di Cento, Sala Bolognese, San Giorgio di Piano, San Giovanni in Persiceto, San Pietro in Casale.